# Chirita cycnostyla
Chirita cycnostyla är en tvåhjärtbladig växtart som beskrevs av Brian Laurence Burtt. Chirita cycnostyla ingår i släktet Chirita och familjen Gesneriaceae. Inga underarter finns listade i Catalogue of Life.